# Aster alpinoamellus
Aster alpinoamellus là một loài thực vật có hoa trong họ Cúc. Loài này được Novopokr. ex Tzvelev mô tả khoa học đầu tiên năm 1994.